# Смерть в Голливуде
«Смерть в Голливу́де» (англ. The Cat's Meow) — комедийная драма и полнометражный фильм режиссёра Питера Богдановича. Главные роли исполнили Кирстен Данст, Эдди Иззард, Эдвард Херрманн, Кэри Элвес, Джоанна Ламли и Дженнифер Тилли. Картина поставлена по мотивам одноимённой пьесы американского писателя Стивена Пероса, основанной на реальных событиях 1924 года, которые случились на яхте американского медиамагната Уильяма Рэндольфа Херста.

## Сюжет
15 ноября 1924 года. В честь дня рождения продюсера и кинорежиссёра Томаса Инса медиамагнат У.Р. Херст устраивает праздничный круиз на своей яхте «Онейда». В число приехавших входит любовница Херста, звезда немого кино Мэрион Дэвис; актёр Чарли Чаплин; британская писательница Элинор Глин; любовница Инса, актриса Маргарет Ливингстон и начинающий кинокритик журнала «New York Journal American» Луэлла Парсонс.
Чаплин, влюблённый в Дэвис, просит, что бы она покинула Херста, но актриса отказывается. Она обвиняет Чаплина в том, что он бросил свою бывшую возлюбленную Литу Грей сразу после того, как та забеременела от него. В это время Парсонс надеется, что Херст поможет ей продвинуться по карьерной лестнице и перебраться в Нью-Йорк.
Херст получает телеграмму, содержащую в себе очередную газетную заметку о предполагаемых отношениях Чаплина и Дэвис: несколько дней назад их снова видели вместе. Медиамагнат старается не верить этому, однако его сомнения рассеивает письмо Чаплина к Дэвис, найденное Инсом. Среди прочего, там содержится следующая строка: «Моя дорогая Мэрион, поцелуи, которыми мы обменялись в пятницу, зажгли во мне огонь».
Разгневанный изменой любовницы, Херст достаёт свой пистолет и отправляется к Чаплину с намерением убить его. По пути на палубе он видит беседующую с каким-то мужчиной Мэрион. В темноте он принимает мужчину за Чаплина и решает подслушать их разговор. Дэвис говорит, что «она никогда не любила его». Не слышавший начала реплики, в котором актриса сказала, что говорит о Чаплине, и приняв это на свой счёт, в бешенстве Херст выбегает и выстреливает в мужчину. Лишь через несколько секунд он с ужасом понимает, что перед ним Инс. Единственной свидетельницей произошедшего оказывается Парсонс, случайно оказавшаяся рядом.
Тяжелораненого, но живого Инса отвозят в больницу в Сан-Диего. Все на яхте думают, что болезнь актёра вызвана внезапно обострившейся язвой желудка. Только жене Инса Херст рассказывает о ранении, и то преподнеся его как попытку самоубийства из-за неразделённой любви. Через несколько дней Томас умирает, так и не приходя в сознание. Его смерть сразу же объясняют сердечным приступом, а тело тут же кремируют.
В эпилоге Элинор Глин рассказывает, что произошло в дальнейшем с героями фильма: любовная связь Мэрион Дэвис с У.Р. Херстом продолжалась до его смерти в возрасте 88-ми лет; Чарли Чаплин всё же женился на Лите Грей, но их брак продлился всего два года; после кончины любовника гонорар Маргарет Ливингстон вырос с трёхсот долларов в неделю до тысячи, но вскоре она ушла из кино; Луэлла Парсонс, шантажируя Херста, заключила с ним пожизненный контракт на работу в его газете и стала самым влиятельным автором колонки сплетен.

## В ролях
| Актёр            | Роль                |
| ---------------- | ------------------- |
| Кирстен Данст    | Мэрион Дэвис        |
| Эдди Иззард      | Чарли Чаплин        |
| Эдвард Херрманн  | У. Р. Херст         |
| Кэри Элвес       | Томас Инс           |
| Джоанна Ламли    | Элинор Глин         |
| Дженнифер Тилли  | Луэлла Парсонс      |
| Клаудия Харрисон | Маргарет Ливингстон |
| Джеймс Лоренсон  | доктор Гудмэнн      |

## Критика
А. О. Скотт в своей рецензии в газете «The New York Times» назвал фильм «скромной и сдержанной картиной». Кинокритик Роджер Эберт высоко оценил игру Данст. Дарек Элли в еженедельнике «Variety» рецензировал фильм как «игривый и спортивный». Питер Трэверс в «Rolling Stone» оценил фильм положительно: «Изящный, забавный и неожиданно трогательный детективный роман об убийстве на борту яхты У. Р. Херста».

## Награды и номинации
| Награды и номинации            | Награды и номинации | Награды и номинации         | Награды и номинации | Награды и номинации |
| Фестиваль                      | Год                 | Категория                   | Номинирован(а)      | Итог                |
| ------------------------------ | ------------------- | --------------------------- | ------------------- | ------------------- |
| Telluride Film Festival        | 2001                | Лучший фильм                |                     | Номинация           |
| Кинофестиваль в Мар-дель-Плата | 2002                | Приз за лучшую женскую роль | Кирстен Данст       | Победа              |